# Pornography
Pornography — четвертий студійний альбом британського гурту The Cure, який був виданий у 1982 році на лейблі Fiction Records.

## Композиції
Сторона А
1. One Hundred Years — 6:40
2. A Short Term Effect — 4:22
3. The Hanging Garden — 4:33
4. Siamese Twins — 5:29

Сторона Б
1. The Figurehead — 6:15
2. A Strange Day — 5:04
3. Cold — 4:26
4. Pornography — 6:27